# 吴世安 (1949年)
吴世安（1949年7月—），男，汉族，福建厦门人，中国南管、簫演奏家、作曲家，一級演奏員（演員），厦门市南乐团團長，中國民主同盟盟员。

## 生平
曾隨團到新加坡、台灣表演。

## 奖项和荣誉
《長恨歌》的尺八洞簫演奏得到2002年中華人民共和國文化部文華獎的文華表演獎。
與袁榮昌合作《長恨歌》的音樂，共同獲得2002年中華人民共和國文化部文華獎的文華音樂創作獎。
《長恨歌》一劇得到2002年中華人民共和國文化部文華獎的文華新劇目獎。

## 家庭
父吳深根。妻子王秀怡演奏南管琵琶。